# فرقة فافن غرينادير العشرين التابعة لقوات الأمن الخاصة (الاستونية الأولى)
فرقة فافن غرينادير العشرين التابعة لقوات الأمن الخاصة (الاستونية الأولى) ((بالألمانية: 20. Waffen-Grenadier-Division der SS (estnische Nr. 1))) Waffen-Grenadier-Division der SS (estnische Nr. 1)) ، (بالإستونية: 20. eesti diviis) ) كانت فرقة مشاة أجنبية تابعة لفافن-إس إس، وهو الجناح العسكري الألماني للحزب النازي -التي خدمت جنبا إلى جنب ولكن ليس بشكل رسمي- جزءا من الفيرماخت خلال الحرب العالمية الثانية. وفقا لبعض المصادر، كانت تحت قيادة زعيم الرايخ إس إس هاينريش هيملر الشاملة لكنه لم يكن جزءًا من الشوتزشتافل (إس إس).   تم تفعيلها رسميًا في 24 يناير 1944، وكان العديد من جنودها أعضاء في الفيلق الإستوني و / أو لواء المتطوعين الإستوني الثالث، الذي كان يقاتل كجزء من القوات الألمانية منذ أغسطس 1942 وأكتوبر 1943 على التوالي. كلتا التشكيلتين السابقتين استقطبتا موظفيهما من إستونيا التي تحتلها ألمانيا. بعد وقت قصير من تفعيله الرسمي، أعلنت سلطات الاحتلال الألمانية التجنيد على نطاق واسع داخل إستونيا. تم تشكيل الفرقة في إستونيا حول كادر يضم اللواء المتطوعيين الإستوني الثالث التابع لقوات الأمن الخاصة، وكان يُعرف في البداية باسم شعبة المتطوعين الإستونية إس إس العشرين.
تم تجنيد ما مجموعه 38000 رجل في إستونيا،  بينما تم نقل الوحدات الإستونية الأخرى التي كانت جزءًا من الجيش الألماني وفوج المشاة الفنلندي 200 إلى إستونيا. في أبريل 1944، بلغ قوامها 16,135 رجلاً، وبين مارس وسبتمبر 1944، كان هناك ما مجموعه 700 13 رجل ينضمون لوحدات الاحتياط وبحلول أغسطس 1944 حوالي 10427 قتيلاً أو مفقودًا. قاتلت الوحدة الجيش الأحمر على الجبهة الشرقية واستسلمت في مايو 1945.

## بعد الحرب

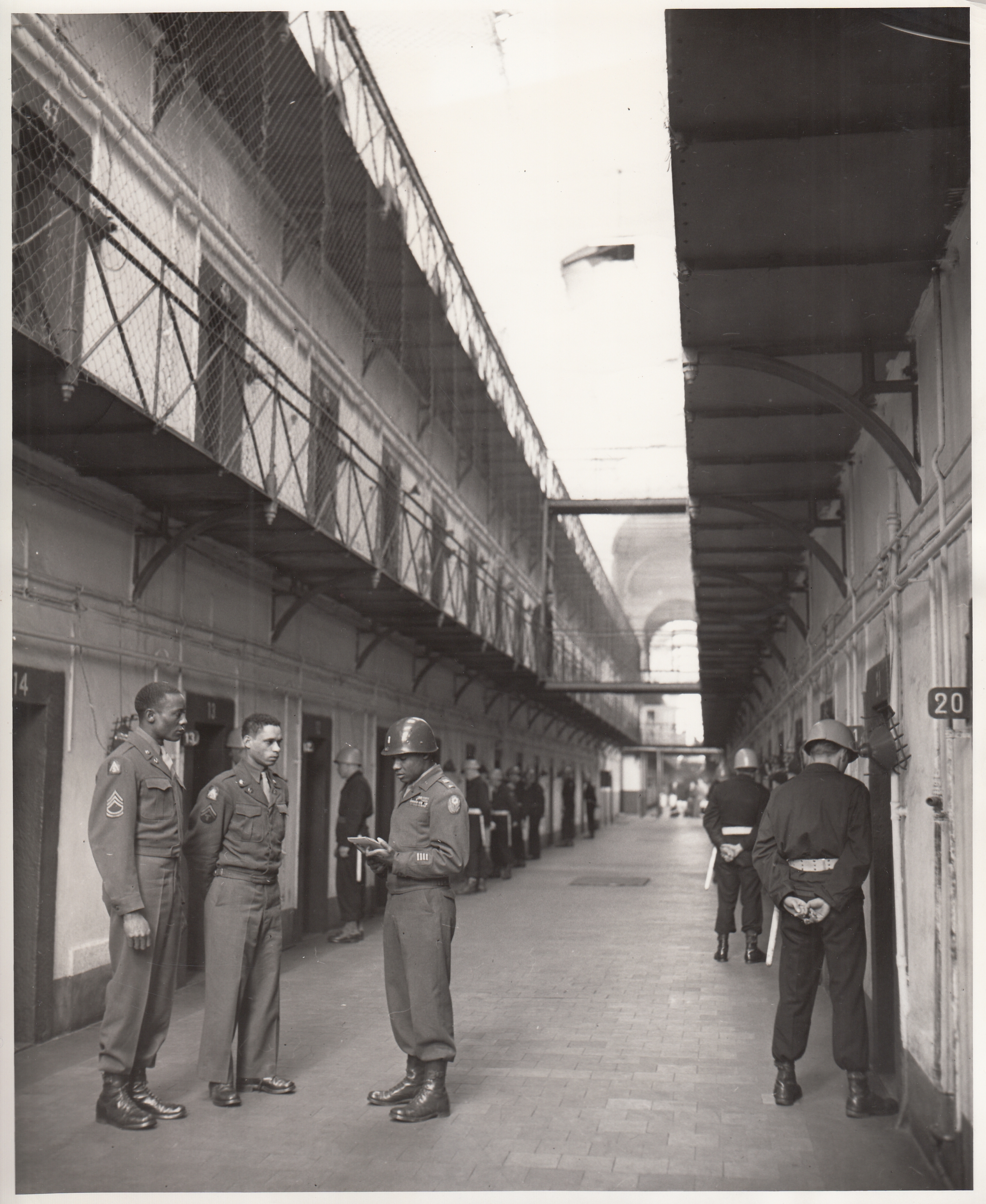
حراس سابقون، يرتدون الزي الأسود مع خوذات زرقاء وأحزمة بيضاء، يحرسون النازيين خلال محاكمات نورمبرغ.

في ربيع عام 1946، من بين أولئك الذين استسلموا للحلفاء الغربيين في العام السابق، تم تشكيل ما مجموعه تسع سريات. إحدى هذه الوحدات، وهي سرية الحراسة 4221، التي تشكلت من حوالي 300 رجل في 26 ديسمبر 1946، كانت تحرس المحيط الخارجي لمحكمة نورمبرغ الدولية والعديد من مستودعات ومساكن الضباط والمدعين العامين الأمريكيين المرتبطين بالمحاكمة. كما قام الرجال بحراسة مجرمي الحرب النازيين المتهمين أثناء المحاكمة، وحتى يوم الإعدام.
أنتهت محاكمات نورمبرغ بإعلانها أن فافن إس إس منظمة إجرامية، لكن استبعدت المجندين فيها بشكل صريح:
قضت محكمة نورمبرغ بأن الـ 30,000 إستوني الذين خدموا في فيلق البلطيق كانوا مجندين، وليسوا متطوعين، وعرفتهم كمقاتلين من أجل الحرية يحمون أوطانهم من الاحتلال السوفيتي، وبالتالي فهم ليسوا أعضاءً (مشاركيين) حقيقيين في إجرام فافن إس إس.
بعد ذلك في 13 أبريل 1950، أوضحت رسالة من مفوضية الحلفاء العليا (HICOG)، وقّعها جون ج. ماكلوي إلى وزير الخارجية، موقف الولايات المتحدة من جحافل البلطيق: «لم يتم اعتبارهم» حركات"، "متطوعة«، أو» أعضاء في قوات الأمن الخاصة«. باختصار، لم يتلقوا التدريب والتلقين والاستقراء كأعضاء لقوات الأمن الخاصة».
بدعم كامل من المفوضية العليا لنورمبرغ والحلفاء، أعلنت لجنة النازحين في الولايات المتحدة في سبتمبر عام 1950 أن: «جحافل البلطيق تعتبر منفصلة ومتميزة من حيث الغرض والأيديولوجية والأنشطة والمؤهلات الخاصة بـ العضوية في قوات الأمن الخاصة الألمانية، وبالتالي فإن اللجنة تعتبرهم لا يمثلون حركة معادية لحكومة الولايات المتحدة».

## الاحتفال والجدل

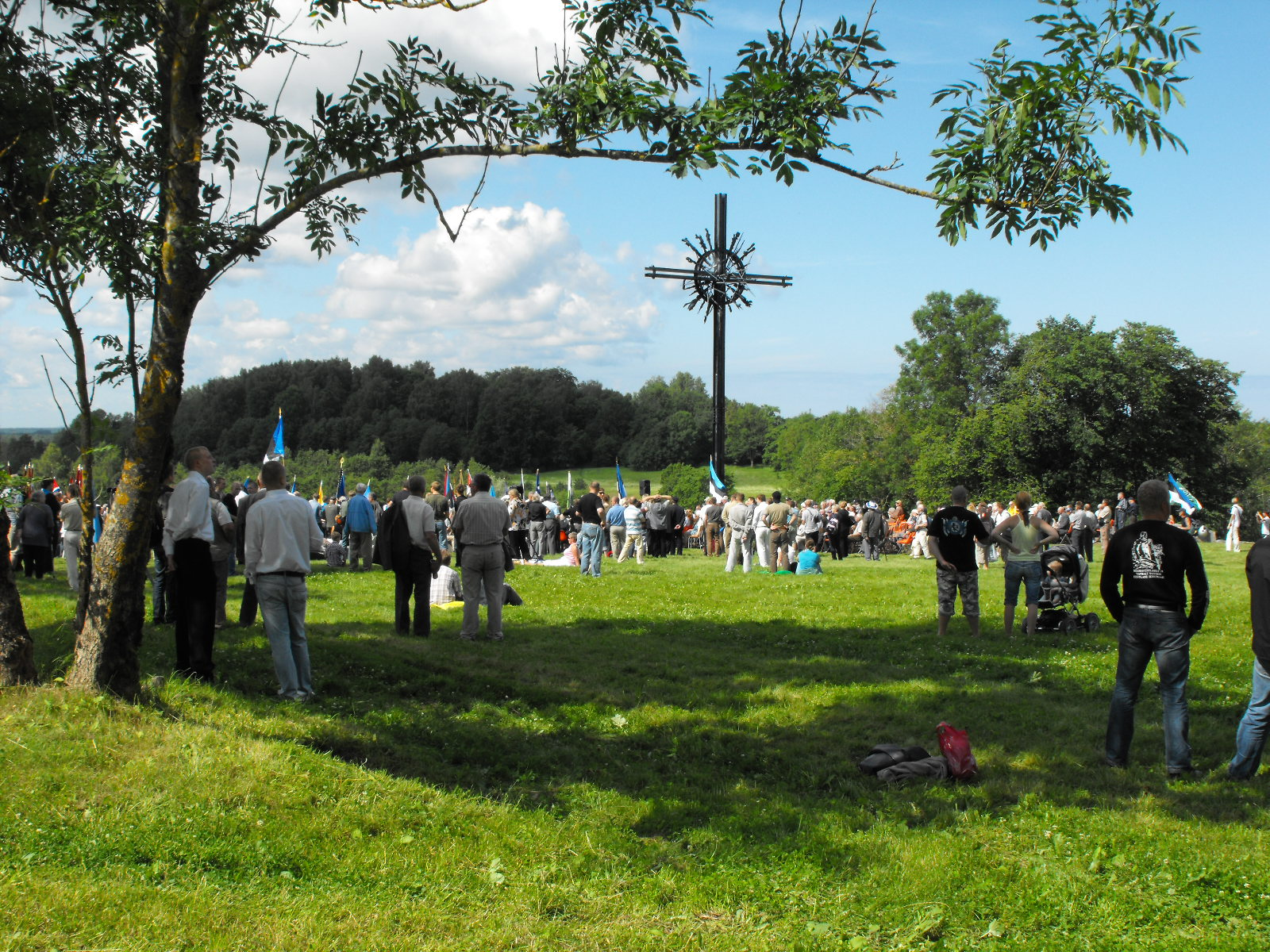
الذكرى 65 لمعركة Tannenberg Line ، 2009

## ترتيب المعركة
الوحدات التالية شكلت التقسيم:
- 45 SS المتطوعين غرينادين فوج
- 46 SS المتطوعين غرينادي فوج
- 47th SS المتطوع غرينادين فوج
- 20 فوج SS مدفعي متطوع
- الكتيبة SS Fusilier العشرين
- العشرين SS Panzerjäger (المضادة للدبابات) الشركة
- 20 كتيبة مهندس SS
- 20 SS كتيبة مضادة للطائرات
- 20 كتيبة إشارات SS
- 20 قوات الإمداد SS التقسيم